# Amphiura accedens
Amphiura accedens is een slangster uit de familie Amphiuridae.
De wetenschappelijke naam van de soort werd in 1910 gepubliceerd door René Koehler.